# Ermanno Montanari
Ermanno Montanari (Cremona, 18 maggio 1912 – Rapallo, 15 febbraio 1983) è stato un calciatore italiano, di ruolo difensore.

## Carriera
Giocò in Serie A con l'Alessandria durante gli anni '30.